# Elecciones Asamblea Nacional Constituyente de Guatemala de 1944
Las elecciones de la Asamblea Nacional Constituyente de 1944 se realizaron el 28-30 de diciembre de 1944. La tercera elección decretada por la Junta para una asamblea constituyente, también estaba desprovisto de violencia, y los Arevalistas, que obtuvieron cincuenta escaños de los sesenta y cinco escaños disponibles.
- Datos: Q47496771